# Eleição municipal de Maceió em 2004
A eleição municipal de Maceió em 2004 ocorreu em 3 de outubro de 2004. A prefeita era Kátia Born, do PSB, que terminaria seu mandato em 1 de janeiro de 2005. Cícero Almeida, do PDT, foi eleito prefeito de Maceió no segundo turno.

## Candidatos
|  | Nº | Candidato(a) a prefeito | Candidato(a) a prefeito                                   | Candidato(a) a vice-prefeito | Candidato(a) a vice-prefeito                          | Coligação |
|  | -- | ----------------------- | --------------------------------------------------------- | ---------------------------- | ----------------------------------------------------- | --- |
|  | 12 |                         | Cícero Almeida (PDT) José Cícero Soares de Almeida        |                              | Lourdinha Lyra (PTB) Maria de Lourdes Pereira de Lyra | União pelas Mudanças - Partido Democrático Trabalhista (PDT) - Partido Trabalhista Brasileiro (PTB) - Partido Progressista (Brasil) (PP) - Partido Social Liberal (PSL) - Partido da Frente Liberal (PFL) |
|  | 15 |                         | Wanderlley Neto (PMDB) José Wanderley Neto                |                              | Jorge Vi (PSDB) Jorge Vi Lamenha Lins                 | PMDB-PSDB-PAN-PRONA - Partido do Movimento Democrático Brasileiro (PMDB) - Partido da Social Democracia Brasileira (PSDB) - Partido dos Aposentados da Nação (PAN) - Partido de Reedificação da Ordem Nacional (PRONA) |
|  | 16 |                         | Ricardo Barbosa (PSTU) Ricardo Sérgio Barbosa de Oliveira |                              | Manoel de Assis (PSTU) Manoel de Assis da Silva       | Sem coligação - Partido Socialista dos Trabalhadores Unificado (PSTU) |
|  | 23 |                         | Regis Cavalcante (PPS) José Regis Barros Cavalcante       |                              | Juca Carvalho (PPS) José Lopes de Carvalho Júnior     | Sem coligação - Partido Popular Socialista (PPS) |
|  | 33 |                         | Ildo Rafael (PMN) Ildo Rafael de Vasconcelos              |                              | Fábio Esperon (PMN) Paulo Fábio Porto Esperon         | Maceió em Boas Mãos - Partido da Mobilização Nacional (PMN) - Partido Renovador Trabalhista Brasileiro (PRTB) |
|  | 40 |                         | Alberto Cavalcante (PSB) Alberto José Mendonça Cavalcante |                              | Zé Roberto (PSB) José Roberto Mendes do Amaral        | Maceió Sempre Melhor - Partido Socialista Brasileiro (PSB) - Partido dos Trabalhadores (PT) - Partido Verde (PV) - Partido Comunista do Brasil (PCdoB) - Partido Humanista da Solidariedade (PHS) - Partido da Social Democrata Cristão (PSDC) - Partido Social Cristão (PSC) - Partido Trabalhista do Brasil (PTdoB) - Partido Trabalhista Nacional (PTN) - Partido Trabalhista Cristão (PTC) - Partido Comunista Brasileiro (PCB) |
|  | 44 |                         | José Djalma (PRP) José Djalma Batista de Almeida          |                              | Benedito José (PRP) Benedito José da Silva            | Sem coligação - Partido Republicano Progressista (PRP) |

## Resultado da eleição para prefeito
| Candidato(a)             | Vice                    | 1º Turno 3 de outubro de 2004 | 1º Turno 3 de outubro de 2004 | 2º Turno 31 de outubro de 2004 | 2º Turno 31 de outubro de 2004 |
| Candidato(a)             | Vice                    | Votação                       | Votação                       | Votação                        | Votação                        |
| Candidato(a)             | Vice                    | Total                         | Porcentagem                   | Total                          | Porcentagem                    |
| ------------------------ | ----------------------- | ----------------------------- | ----------------------------- | ------------------------------ | ------------------------------ |
| Cícero Almeida (PDT)     | Lourdinha Lyra (PTB)    | 143.874                       | 42,55%                        | 189.697                        | 56,53%                         |
| Alberto Cavalcante (PSB) | Zé Roberto (PSB)        | 90.123                        | 26,65%                        | 145.842                        | 43,47%                         |
| Wanderley Neto (PMDB)    | Jorge Vi (PSDB)         | 67.543                        | 19,97%                        | Não participaram               | Não participaram               |
| Regis Cavalcante (PPS)   | Juca Carvalho (PPS)     | 31.874                        | 9,43%                         | Não participaram               | Não participaram               |
| Ricardo Barbosa (PSTU)   | Manoel de Assis (PSTU)  | 3.893                         | 1,15%                         | Não participaram               | Não participaram               |
| José Djalma (PRP)        | Benedito José (PRP)     | 831                           | 0,25%                         | Não participaram               | Não participaram               |
| Ildo Rafael (PMN)        | Fábio Esperon (PMN)     | 0                             | 0,00%                         | Não participaram               | Não participaram               |
| Total de votos válidos   | Total de votos válidos  | 338.138                       | 100,00%                       | 335.539                        | 100,00%                        |
| Votos apurados           |                         |                               |                               |                                |                                |
| Votos válidos            | Votos válidos           | 338.138                       | 89,91%                        | 335.539                        | 92,72%                         |
| Votos em branco          | Votos em branco         | 7.696                         | 2,05%                         | 7.350                          | 2,03%                          |
| Votos nulos              | Votos nulos             | 30.222                        | 8,04%                         | 19.007                         | 5,25%                          |
| Total de votos apurados  | Total de votos apurados | 376.056                       | 100,00%                       | 361.896                        | 100,00%                        |
| Eleitores                |                         |                               |                               |                                |                                |
| Comparecimento           | Comparecimento          | 376.056                       | 85,11%                        | 361.896                        | 81,90%                         |
| Abstenções               | Abstenções              | 65.812                        | 14,89%                        | 79.972                         | 18,10%                         |
| Total de eleitores       | Total de eleitores      | 441.868                       | 100,00%                       | 441.868                        | 100,00%                        |